# P-матрица
В Математика P-матрица - это комплексная Квадратная матрица, для которой каждый главный Минор (линейная алгебра) положителен. С тесно связанным классом являются {\displaystyle P_{0}}-матрицы, которые являются замыканием класса P-матриц, с каждым главным минором {\displaystyle \geq } 0.

## Спектры P-матриц
По теореме Келлогга, Собственные значения из P- и {\displaystyle P_{0}}- матрицы ограничены от клина относительно отрицательной вещественной оси следующим образом:
Если{\displaystyle \{u_{1},...,u_{n}\}} являются собственными значениями n-мерной P-матрицы, где {\displaystyle n>1}, тогда
{\displaystyle |\arg(u_{i})|<\pi -{\frac {\pi }{n}},\ i=1,...,n}
Если {\displaystyle \{u_{1},...,u_{n}\}}, {\displaystyle u_{i}\neq 0}, {\displaystyle i=1,...,n} являются собственными значениями n-мерного {\displaystyle P_{0}}-матрица, тогда
{\displaystyle |\arg(u_{i})|\leq \pi -{\frac {\pi }{n}},\ i=1,...,n}>